# Scaccianeve
Lo scaccianeve è un evento atmosferico per cui la neve depositata al suolo viene alzata e rimossa dal vento, e portata ad accumularsi in altre zone o dispersa nell'aria.

## Descrizione
Si verifica spesso durante la stagione invernale nelle aree innevate, soprattutto quando la neve non è ben consolidata (ad esempio dopo una forte nevicata). Lo scaccianeve può creare numerosi problemi, soprattutto a livello di visibilità, dato che la neve alzata forma mulinelli e nubi basse. Le zone più esposte dallo scaccianeve sono le creste di montagna, da cui il vento rimuove grandi quantità di neve per depositarle in luoghi più protetti, dove la neve si accumula. Lo scaccianeve può rimuovere anche alcune decine di centimetri di neve in un giorno, soprattutto se segue una nevicata e se il vento è forte (60-80 km/h). Lo scaccianeve non comporta un aumento della quantità di neve al suolo, anzi la diminuisce poiché, nel trasportarla, molta viene dispersa nell'aria.
Si può distinguere questo evento atmosferico in scaccianeve alto o basso, a seconda dell'altezza a cui la neve viene portata e quindi in relazione al tipo di "nube" formata.